# HMS Undaunted (1914)
El HMS Undaunted fue un crucero ligero de la Clase Arethusa, que navegó bajo el pabellón de la Royal Navy.

## Construcción y botadura
El crucero fue construido en Fairfield Shipbuilding and Engineering Company de Govan (Reino Unido). Botado el 28 de abril de 1914 y alistado en agosto de 1914.

## Historia operacional
El Undaunted participó en numerosas operaciones navales durante la Primera Guerra Mundial. A su entrada en servicio, fue asignado como conductor de flotilla a la 3ª Flotilla de Destructores de la Fuerza Harwich, patrullando la zona oriental del Canal de la Mancha.
El 28 de agosto de 1914, el Undaunted tomó parte en la Batalla de la bahía de Heligoland, y el 17 de octubre de 1914 se vio envuelto en la acción junto a la isla holandesa de Texel contra torpederos alemanes, con el resultado de la completa aniquilación de la 7ª Media Flotilla de Torpederos alemana.
El 25 de diciembre de 1914 tomó parte en el Raid de Cuxhaven, y el 24 de enero de 1915 participó en la Batalla del Banco Dogger.
En abril de 1915, el Undaunted resultó dañado en una colisión con el destructor HMS Landrail, y el 24 de marzo de 1916, fue nuevamente dañado en otra colisión, esta vez con el crucero HMS Cleopatra. 
En 1917 fue asignado como conductor de flotilla de la 10ª Flotilla de Destructores de la Fuerza Harwich, y en noviembre de 1918, fue reasignado al 4ª Escuadra de Cruceros Ligeros de la Grand Fleet.
El Undaunted sobrevivió a la guerra y fue vendido para su desguace el 9 de abril de 1923, a Cashmore, de Newport.

### Buques de la clase
• HMS Arethusa
• HMS Aurora
• HMS Galatea 
• HMS Inconstant 
• HMS Penelope
• HMS Phaeton
• HMS Royalist
- Datos: Q1163368
- Multimedia: HMS Undaunted (ship, 1914) / Q1163368